# Harry Dettenborn
Harry Dettenborn (geboren 1939) ist ein deutscher Psychologe. 
Er studierte von 1960 bis 1965 Psychologie in Leipzig. Zuvor hatte er den Beruf des Maschinenschlossers gelernt. Als Psychologe qualifizierte er sich zunächst als klinischer Psychologe, später auch als Fachpsychologe in der Rechtspsychologie. Er war von 1987 bis 2004 Inhaber des Lehrstuhls Psychologie an der Humboldt-Universität zu Berlin. Er ist ferner als Gutachter tätig und ist Inhaber des Instituts Gericht & Familie Berlin-Brandenburg GbR. Seine Schriften setzen sich unter anderem mit dem Thema Kindeswille auseinander. In dem Buch familienbande krass (2023) verarbeitete er diese Tätigkeiten auch belletristisch.
Sein mit Eginhard Walter verfasstes Werk Familienrechtspsychologie wurde 2003 in der Frankfurter Allgemeinen Zeitung als „umsichtiger Band“ zum Thema bewertet.

## Schriften (Auswahl)
- Kindeswohl und Kindeswille: Psychologische und rechliche Aspekte. Juli 2010, ISBN 978-3497021543
- Harry Dettenborn, Eginhard Walter: Familienrechtspsychologie. Ernst Reinhardt Verlag München, zweite Auflage 2002, ISBN 9783825282325